# Sandrine Musso
Pour les articles homonymes, voir Musso.
Sandrine Musso, née le 15 janvier 1973 à Tananarive et morte le 7 août 2021 à Gardanne, est une anthropologue française, spécialiste des questions de santé,,.

## Biographie
Née à Madagascar, elle devient membre de l'association Arcat-Sida, participant comme enquêtrice à une recherche-action auprès de la population arabo-musulmane entre 1990 et 1995. Elle s'investit ensuite à Sida Info Service en tant qu’écoutante.
Après l'Institut d'études politiques d'Aix-en-Provence, elle obtient un DEA de science politique comparative, puis un autre d'anthropologie à l'EHESS.
En 2008, elle soutient à l'EHESS, sous la direction de Jean-Pierre Dozon, une thèse d’anthropologie intitulée Sida et minorités postcoloniales : histoire sociale, usages et enjeux de la cible des "migrants" dans les politiques du sida en France,.
Elle est nommée au CNS en 2009. Elle travaille comme ATER, puis maître de conférence à l'Université d'Aix-Marseille, au Centre Norbert Elias.
Elle participe à la Coordination régionale de lutte contre le virus de l'immunodéficience humaine en 2015.
Alors qu'elle participe à la préparation de l'exposition VIH Sida. L’épidémie n’est pas finie au Mucem, elle meurt d'un cancer foudroyant en août 2021.

## Hommages
La revue Monde commun lui rend hommage en septembre 2021.
En 2022, la revue Lectures anthropologiques déclare que sa disparition « a endeuillé la communauté anthropologique ».
Le 6 avril 2022 a lieu une journée d'hommage en son honneur au Mucem.
La revue Anthropologie et Santé lui consacre la même année un numéro spécial,.

## Choix de publications

### Codirection de numéros de revue
- Stéphanie Mulot, Sandrine Musso et Juliette Sakoyan, « Médecines, mobilités et globalisation », Anthropologie et Santé, no 3,‎ 2011 (lire en ligne, consulté le 7 juillet 2024).
- Sandrine Musso, Juliette Sakoyan et Stéphanie Mulot, « En quête de soins : Soignants et malades dans la globalisation », Anthropologie et Santé, no 5,‎ 2012 (lire en ligne, consulté le 7 juillet 2024).
- Alice Aterianus-Owanga et Sandrine Musso, « Anthropologie et migrations : mises en perspective », Lectures anthropologiques, no 3,‎ 2017 (lire en ligne, consulté le 7 juillet 2024).
- Christophe Broqua, Monia Lachheb et Sandrine Musso, « Dossier : Face au VIH/sida », L'Année du Maghreb, no 25,‎ 2021 (lire en ligne, consulté le 7 juillet 2024).
- Carine Baxerres, Dorothée Dussy et Sandrine Musso, « Expériences et politiques des «crises» en santé humaine, animale et environnementale », Anthropologie et Santé, no 22,‎ 2021 (lire en ligne, consulté le 7 juillet 2024).

### Articles
- Sandrine Musso-Dimitrijevic, « L'accès aux soins des étrangers en situation précaire », Hommes & Migrations, no 1225,‎ 2000, p. 88-93 (lire en ligne, consulté le 7 juillet 2024).
- Sandrine Musso, « Les paradoxes de l’invisibilité. Le travail de rue d’une association marseillaise auprès de prostituées maghrébines », ethnographiques.org, no 12,‎ février 2007 (lire en ligne, consulté le 7 juillet 2024).
- Sandrine Musso, « A propos du "malaise éthique" du chercheur : les leçons d’un terrain sur les objets « sida » et « immigration » en France », ethnographiques.org, no 17,‎ novembre 2008 (lire en ligne, consulté le 7 juillet 2024).
- Sandrine Musso, « Être régularisé au titre de la maladie en France », Corps, vol. 1, no 10,‎ 2012, p. 153 à 161 (lire en ligne, consulté le 7 juillet 2024).
- Sandrine Musso, « À propos des façonnements sociaux du renoncement aux soins : Commentaire », Sciences sociales et santé, vol. 2, no 31,‎ 2013, p. 97 à 102 (lire en ligne, consulté le 7 juillet 2024).
- Sandrine Musso, « L’étranger malade : une cause devenue digne d’être défendue », Plein droit, vol. 4, no 111,‎ 2016, p. 44 à 48 (lire en ligne, consulté le 7 juillet 2024).
- Sandrine Musso, « Comment l’anthropologie de la santé éclaire certains enjeux des migrations », Idées économiques et sociales, vol. 3,‎ 2017, p. 20 à 27 (lire en ligne, consulté le 7 juillet 2024).

### Chapitres d'ouvrages
- Gwenola Le Naour et Sandrine Musso, « Malades, victimes ou coupables ? Les dilemmes de la lutte contre le sida », dans Sandrine Lefranc et Lilian Mathieu, Mobilisations de victimes, Presses universitaires de Rennes, 2009 (lire en ligne), p. 165-179.
- Sandrine Musso, « Les Suds du Nord. Mobilisations de personnes originaires du Maghreb face à l’épidémie de sida en France », dans Fred Eboko, Frédéric Bourdier, Christophe Broqua, Les Suds face au sida : quand la société civile se mobilise, Marseille, IRD, 2011 (ISBN 978-2-7099-1706-3, lire en ligne), p. 231-279.
- Sandrine Musso, « Les femmes séropositives originaires d’Afrique sub-saharienne en France ; les ambivalences d’une visibilité émergente », dans Alice Desclaux, Philippe Msellati, Khoudia Sow, Les femmes à l'épreuve du VIH dans les pays du Sud : genre et accès universel à la prise en charge, ANRS, 2011 (ISBN 978-2-8425-4151-4), p. 233-246.
- Sandrine Musso et Abdelmalek Sayad, « Les corps de l’« immigré » », dans Nathalie Zaccai-Reyners, Céline Lefève, Jean-Christophe Mino, Le soin, approches contemporaines, PUF, 2016 (ISBN 978-2-13-075018-5).